# Lac-Saint-Charles
Lac-Saint-Charles est un des 35 quartiers de la ville de Québec, et un des quatre qui sont situés dans l'arrondissement de la Haute-Saint-Charles. Son nom est celui de l'ancienne municipalité du même nom qui occupait avant 2002 le même territoire.

## Géographie
Le quartier est délimité par une zone boisée avec Saint-Émile et Loretteville (au sud), une ligne parallèle au boulevard Valcartier (à l'ouest), le chemin de la Grande Ligne (à l'est) et Saint-Gabriel-de-Valcartier (au nord). Il est traversé du nord au sud par l'avenue du Lac-Saint-Charles et le boulevard de la Colline, d'est en ouest par les rues Lepire et Jacques-Bédard. On distingue trois ensembles résidentiels, soit des constructions unifamiliales, des maisons mobiles et des résidences secondaires. À l'ouest du quartier se trouve d'importantes sablières. Le reste du quartier est densément boisé.
Situé immédiatement au nord de l'aire urbaine, le lac Saint-Charles domine le territoire en zone boisée. La rivière Saint-Charles, exutoire du lac, débute à Lac-Saint-Charles et se dirige vers le sud. Au sein du lac, on distingue les baies de l'Écho et Charles-Talbot ainsi que les marais du Nord. On retrouve également sur le territoire les lacs de l'Aqueduc et du Sud-Ouest (en partie). Le relief de la zone urbanisée est plutôt plat et l'altitude moyenne est d'environ 155 m. Néanmoins, l'ouest de lac Saint-Charles est plus montagneux, avec des sommets atteignant 280 m et plus. Les plus hautes collines sont le mont de la Neigette (322 m) et le mont de la Savane (289 m).

## Histoire

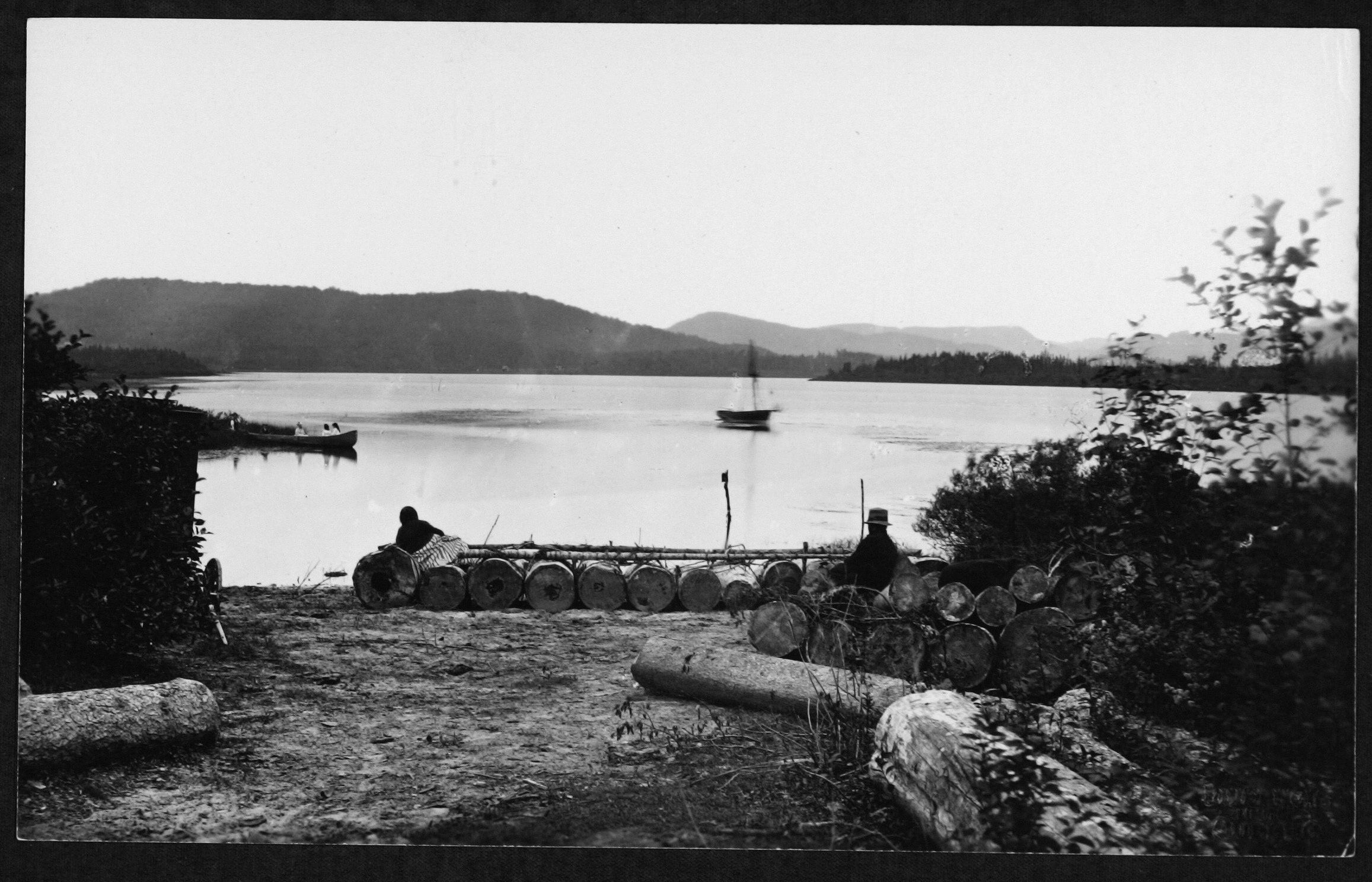
Lac-Saint-Charles vers 1900.

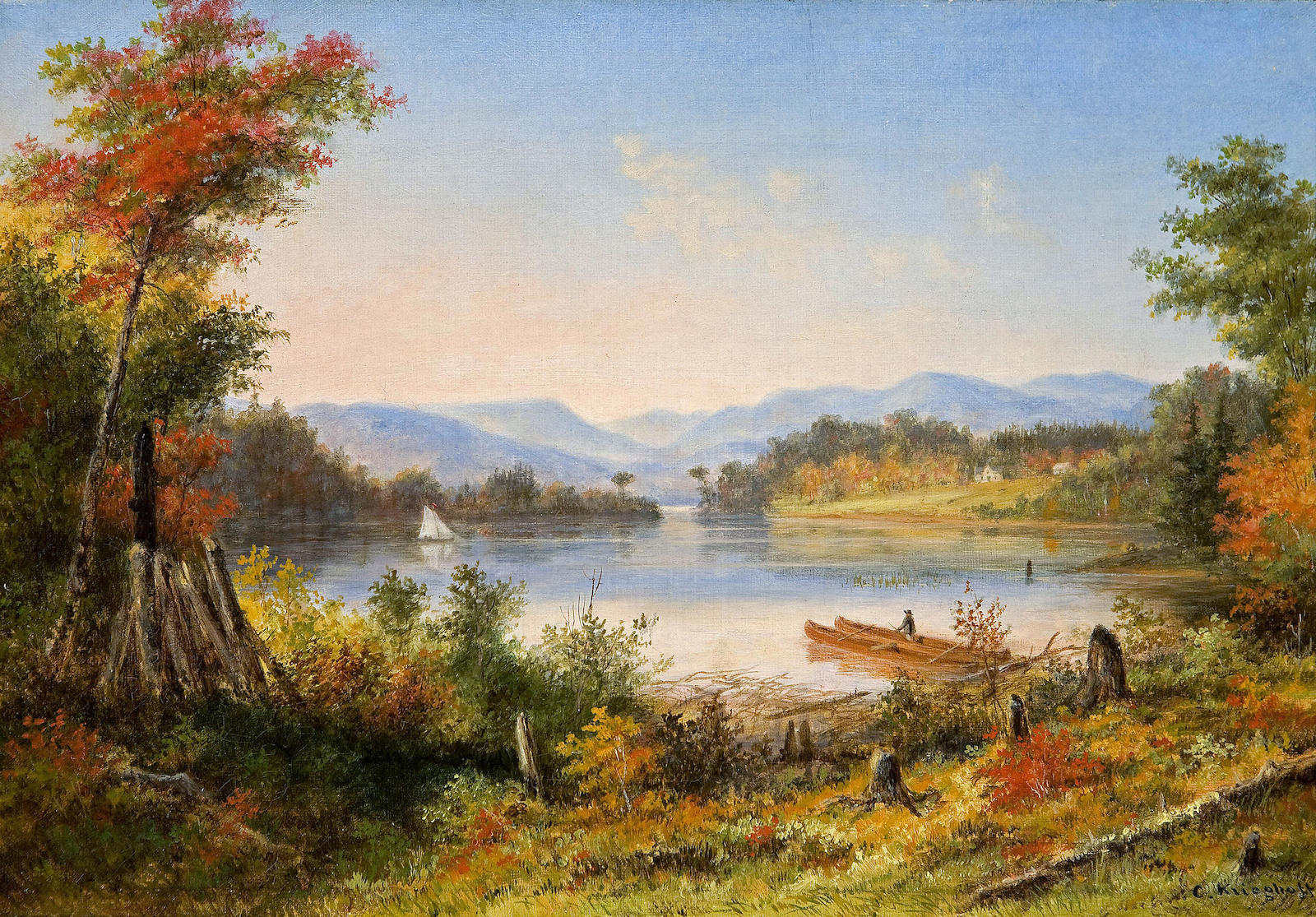
Le lac Saint-Charles en 1863.

La municipalité a été fondée en 1946. En 1997, Lac-Saint-Charles est devenue une ville. Lors des réorganisations municipales québécoises de 2002, Lac-Saint-Charles fut fusionné à Québec et inclus dans l'arrondissement de La Haute-Saint-Charles.

### Administration
Liste des maires de Lac-Saint-Charles
- 1947-1948 : Léo Beaulieu
- 1948 : Charles-Aimé Auclair
- 1948-1951 : Eugène Pageau
- 1951-1959 : Lorenzo Rhéaume
- 1959-1964 : Paul-Émile Beaulieu
- 1964-1967 : Armand Tremblay
- 1967-1979 : Léopold E. Beaulieu
- 1979-1986 : Claude Roussin
- 1986-1990 : Donald Brisson
- 1990-1994 : Claude Roussin - (Deuxième mandat)
- 1994-2001 : Jean-Claude Bolduc

### Hommages toponymiques
- La rue Armand-Tremblay a été nommée, en 1967,  en l'honneur du maire Tremblay dans l'ancienne ville de Lac-Saint-Charles, maintenant présent dans la ville de Québec.
- Le parc Paul-Émile Beaulieu a été nommée en l'honneur du maire Beaulieu, en 1988, dans l'ancienne ville de Lac-Saint-Charles, maintenant présent dans la ville de Québec.

## Portrait du quartier

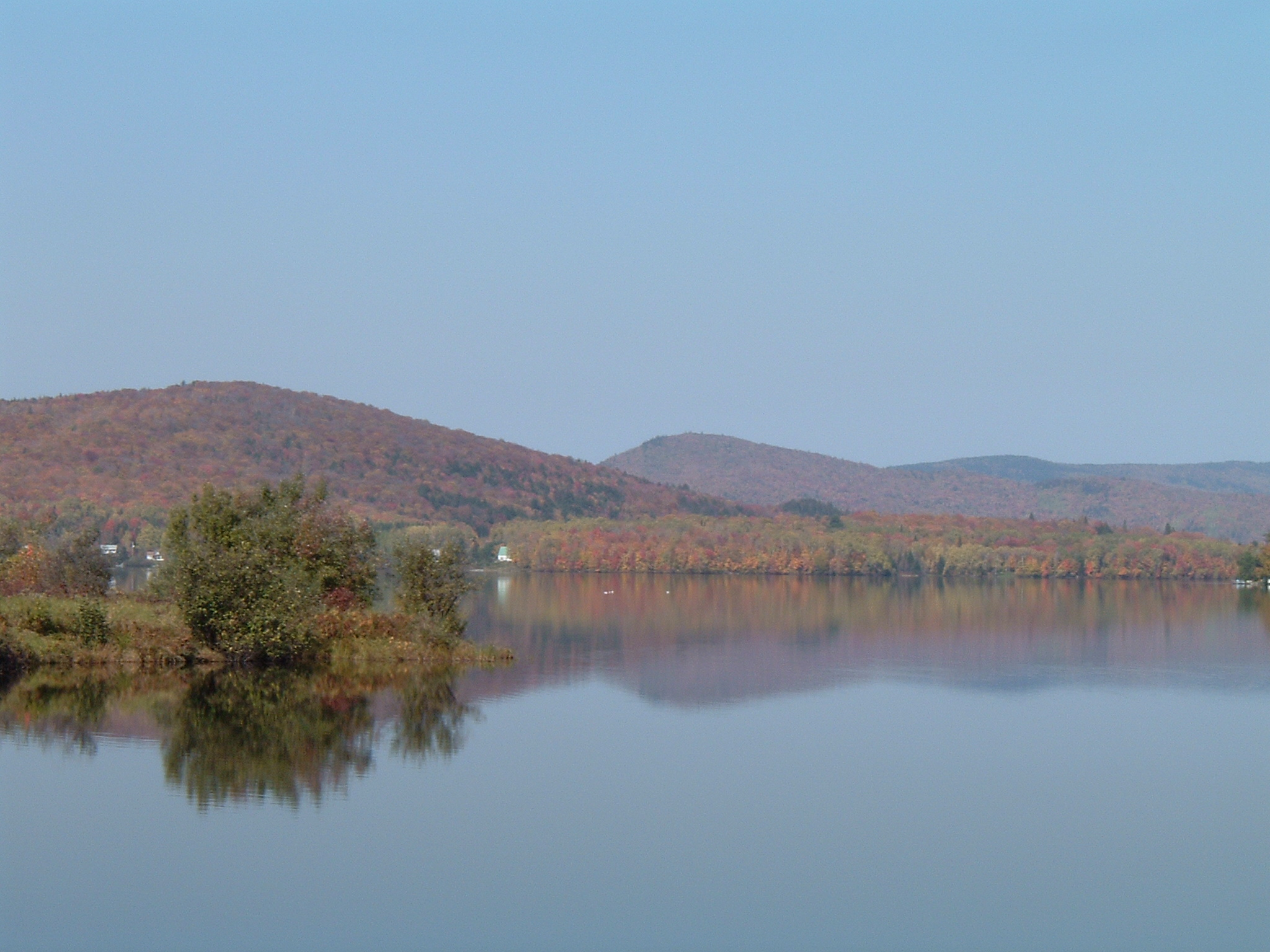
Le lac Saint-Charles.

Le territoire du quartier occupe la plupart du pourtour du lacet une certaine superficie au sud de celui-ci. La majorité de la zone bâtie est au sud du quartier. Il reste de vastes zones boisées ainsi que des carrières et sablières dans la partie ouest du quartier.

### Artères principales
- Avenue du Lac-Saint-Charles (anciennement 1re avenue)
- Rue Delage
- Rue Jacques-Bédard
- Chemin de la Grande-Ligne
- Boulevard de la Colline
- Rue des Écoliers (auparavant Rue de la Passerelle)

### Parcs, espaces verts et loisirs
- Le lac Saint-Charles est une réserve d'eau potable pour une partie de la population de la ville de Québec.
- La réserve naturelle des Marais-du-Nord est un site naturel situé au nord du lac, géré par Agiro (Association pour la protection de l’environnement du lac Saint-Charles et des marais du Nord (APEL))
- La rivière Saint-Charles, émissaire du lac, et son affluent la rivière Jaune
- Centre communautaire et parc Paul-Émile-Beaulieu (piscine, patinoire extérieures, parc de planche à roulettes, salle de quilles, Tir-à-l'arc.)
- Parc linéaire des rivières Saint-Charles et du Berger. (sentier pédestre)
- Parc de L'Arc-en-Ciel (patinoire extérieure et modules de jeux)
- Parc des Eaux-Fraîches (parc de planche à roulettes et terrain de soccer)
- Parc des Châtaigniers (Modules de jeux)
- Centrale des organismes de l'arrondissement de la Haute-Saint-Charles, dans l'ancien hôtel de ville de Lac-Saint-Charles
- Club de soccer de la Haute-Saint-Charles
- L'escadron 798 des cadets de l'air de Lac-Saint-Charles
- l'organisme Ressource actions familles A Lac st Charles (R.A.F.A.L) .

### Édifices religieux
- Église Sainte-Françoise-Cabrini[1]

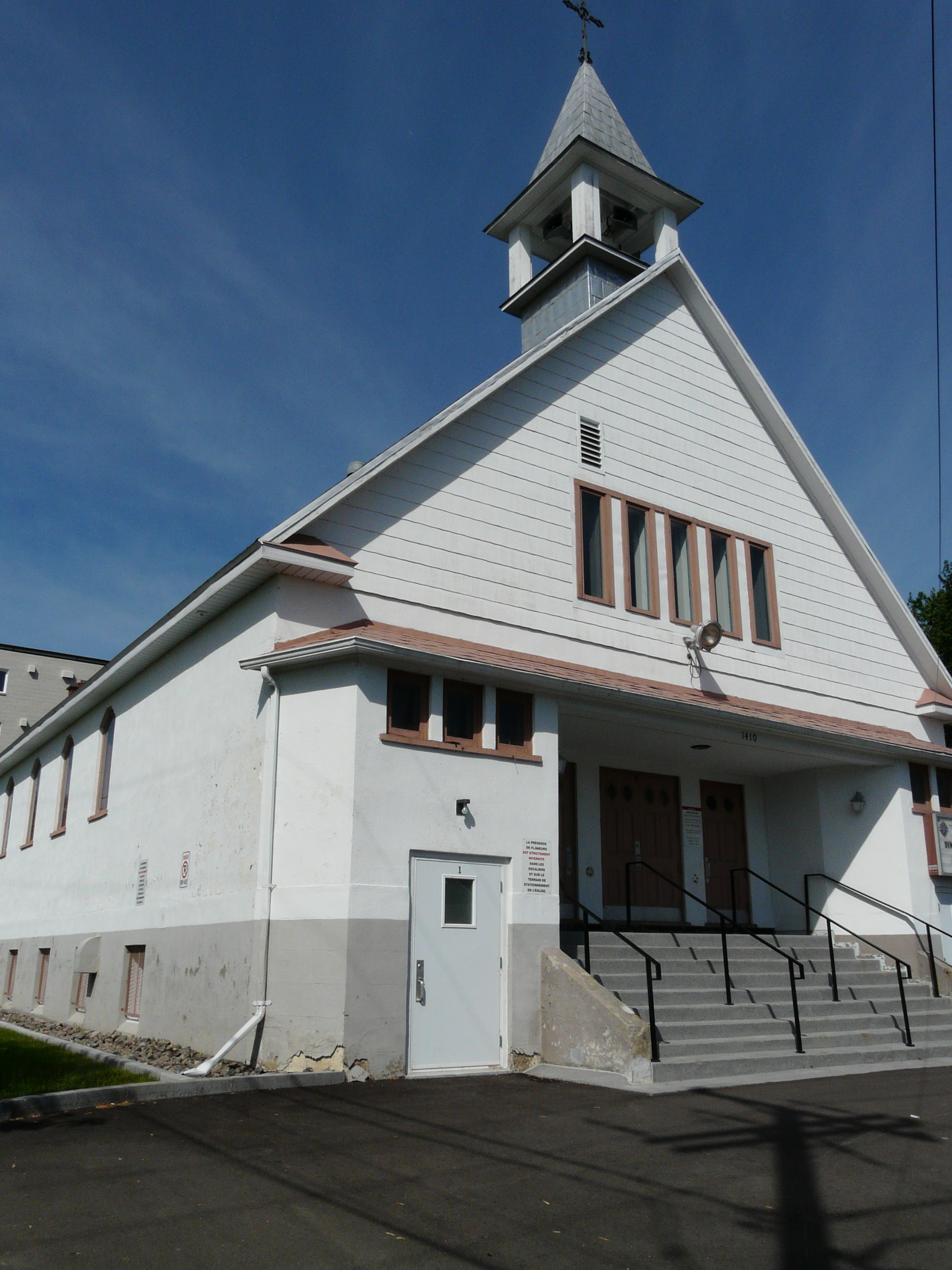
Église Sainte-Françoise-Cabrini

  - Cette petite église bâtie en 1947 fait partie depuis 2002 de la paroisse regroupée Sainte-Marie-des-Lacs.

### Musées, théâtres et lieux d'expositions

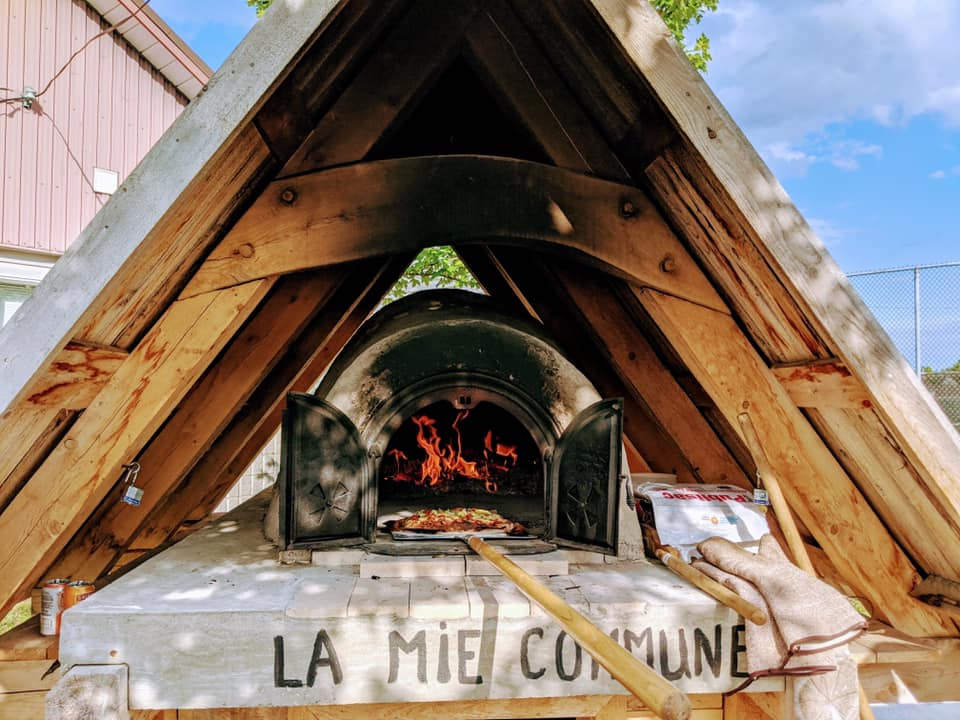
la mie commune construit en juillet 2019 avec l'aide de bénévoles et l'organisme R.A.F.A.L.

- Bibliothèque Le Tournesol

### Lieux d'enseignement
- Commission scolaire des Premières-Seigneuries:
  - École La Passerelle (460 rue des Couventines)
  - École de l'Arc-en-Ciel (570, rue Pacifique)

## Personnalités liées à Lac-Saint-Charles
- Martin Biron (1977-)
- Mathieu Biron (1980-)
- Jacques Teasdale (Journaliste)

## Démographie
Lors du recensement de 2016, le portrait démographique du quartier était le suivant :
- sa population représentait 11,8 % de celle de l'arrondissement et 1,9 % de celle de la ville.
- l'âge moyen était de 37,9 ans tandis que celui à l'échelle de la ville était de 43,2 ans.
- 89,2 % des habitants étaient propriétaires et 10,8 % locataires.
- Taux d'activité de 72,6 % et taux de chômage de 2,9 %.
- Revenu moyen brut des 15 ans et plus : 41 956 $.

| 1966  | 1971  | 1976  | 1981  | 1986  | 1991  | 1996  | 2001  | 2006  |
| ----- | ----- | ----- | ----- | ----- | ----- | ----- | ----- | ----- |
| 1 684 | 2 384 | 5 973 | 5 973 | 6 484 | 7 520 | 8 639 | 9 087 | 9 310 |

| 2011  | 2016   | 2021  | - | - | - | - | - | - |
| ----- | ------ | ----- | - | - | - | - | - | - |
| 9 885 | 10 095 | 9 980 | - | - | - | - | - | - |